# Cibernetică
Cibernetica este disciplina care studiază comunicațiile și controlul între diferitele subsisteme constituind un organism viu sau o mașină construită de om. Feedback-ul este principala sa componentă.

## Istorie
Cuvântul „cibernetică” a fost consacrat de Norbert Wiener în 1948 și are la origine termenul grec κυβερνήτης, kybernetes (cârmaci, cârmă). Același cuvânt fusese folosit inițial în franceză de către fizicianul André-Marie Ampère (cybernétique), cu sensul de conducere, și de Ștefan Odobleja în 1938 (psychologie consonantiste et cybernétique). 
Termenul s-a răspândit  în legătură cu sistemele digitale. Cibernetica se ocupă de modul în care un sistem (digital, mecanic, biologic) comunică, prelucrează informațiile, reacționează la acestea dar și de modul în care sistemele se modifică sau permit modificări pentru a-și optimiza acțiunile. Principala sa componentă este reacția prin bucla de control (engl. feedback -reacție inversă). Cibernetica este știința care are ca obiect studiul matematic al legăturilor, comenzilor și controlului în sistemele tehnice și organismele vii din punctul de vedere al analogiilor formale (nu și din acela al constituției și al funcționării lor). Are numeroase aplicații în toate  domeniile tehnicii, în economie, în biologie, în medicină etc.  Sistemele cu autoreglare și îndeosebi cele complexe și hipercomplexe (prin excelență omul) constituie obiectul ciberneticii, obiect abordat din perspectivă informațională, cu un aparat metodologic propriu care cuprinde: a) principiile călăuzitoare ale procesului investigației și analizei: principiul reacției inverse sau al feedback-ului, al izofuncționalismului și al binarității și b) metodele de bază prin intermediul cărora se efectuează cercetarea: metoda analogiei, a modelării și a „cutiei negre”.

## Sistemul științelor cibernetice
Actualmente se poate vorbi de un sistem al științelor cibernetice. În cadrul acestui sistem se remarcă cu evidență cibernetica teoretică generală care cuprinde principiile și metodele de bază, fundamentele matematice și logice ale ciberneticii și cibernetica aplicată care studiază posibilitatea utilizării în diferite domenii de activitate a construcțiilor formal-abstracte ale ciberneticii teoretice-generale. În planul ciberneticii aplicate un rol deosebit îl ocupă cibernetica tehnică, numită și industrială sau teoria conducerii sistemelor tehnice  care verifică și utilizează în producția industrială datele ciberneticii teoretice. Un remarcabil progres cunosc neurocibernetica și psihologia cibernetică (psihocibernetica). Neurocibernetica este ramura ciberneticii care abordează sistemul nervos prin prisma conceptelor de informație și de autoreglaj având ca obiectiv final aducerea unei contribuții în explicarea și optimizarea comportamentului uman. Psihologia cibernetică abordează cu o metodologie concomitent ciberfnetică și psihologică funcționalitatea și evoluția proceselor psihice, ireductibile la mecanismele lor fiziologice, în diferitele etape ale activităților umane, în structura ierarhizată și relativ stabilă a personalității.